# Maksim Dunajewski
Maksim Isaakowicz Dunajewski (ros. Макси́м Исаа́кович Дунае́вский; ur. 15 stycznia 1945 w Moskwie) – radziecki kompozytor muzyki filmowej i dyrygent. 
Zasłużony Działacz Sztuk Federacji Rosyjskiej (1996). Ludowy Artysta Federacji Rosyjskiej (2006).

## Wybrana muzyka filmowa
- 1974: Auto, skrzypce i pies Kleks
- 1978: D’Artagnan i trzej muszkieterowie
- 1978: Tajemnica królowej Anny, czyli muszkieterowie 30 lat później
- 1979: Latający statek
- 1985: Uwaga, niebezpieczeństwo!